# العلاقات التركية الميانمارية
العلاقات التركية الميانمارية هي العلاقات الثنائية التي تجمع بين تركيا وميانمار.

## مقارنة بين البلدين
هذه مقارنة عامة ومرجعية للدولتين:
| وجه المقارنة                                              | تركيا         | ميانمار          |
| --------------------------------------------------------- | ------------- | ---------------- |
| المساحة (كم2)                                             | 783.56 ألف    | 676.58 ألف       |
| عدد السكان (نسمة)                                         | 80.14 مليون   | 53.37 مليون      |
| الكثافة السكانية (ن./كم²)                                 | 102.28        | 78.88            |
| العاصمة                                                   | أنقرة         | نايبيداو، يانغون |
| اللغة الرسمية                                             | اللغة التركية | اللغة البورمية   |
| العملة                                                    | ليرة تركية    | كيات ميانماري    |
| الناتج المحلي الإجمالي (بليون دولار)                      | 851.10 مليار  | 69.32 مليار      |
| الناتج المحلي الإجمالي (تعادل القوة الشرائية) بليون دولار | 1.57 تريليون  | 282.95 مليار     |
| الناتج المحلي الإجمالي الاسمي للفرد دولار أمريكي          | 9.12 ألف      | 1.16 ألف         |
| الناتج المحلي الإجمالي للفرد دولار أمريكي                 | 19.79 ألف     |                  |
| مؤشر التنمية البشرية                                      | 0.761         | 0.536            |
| رمز المكالمات الدولي                                      | +90           | +95              |
| رمز الإنترنت                                              | .tr           | .mm              |
| المنطقة الزمنية                                           | ت ع م+03:00   | ت ع م+06:30      |

## منظمات دولية مشتركة
يشترك البلدان في عضوية مجموعة من المنظمات الدولية، منها:
| علم المنظمة | اسم المنظمة                        | تاريخ انضمام تركيا | تاريخ انضمام ميانمار |
| ----------- | ---------------------------------- | ------------------ | -------------------- |
|             | مؤسسة التنمية الدولية              | 22 ديسمبر 1960     | 5 نوفمبر 1962        |
|             | المنظمة الهيدروغرافية الدولية      | ?                  | ?                    |
|             | مؤسسة التمويل الدولية              | 19 ديسمبر 1956     | 3 ديسمبر 1956        |
|             | منظمة حظر الأسلحة الكيميائية       | ?                  | ?                    |
|             | يونسكو                             | 4 نوفمبر 1946      | 27 يونيو 1949        |
|             | الأمم المتحدة                      | 24 أكتوبر 1945     | 19 أبريل 1948        |
|             | الاتحاد الدولي للاتصالات           | 1866               | 15 سبتمبر 1937       |
|             | منظمة الشرطة الجنائية الدولية      | ?                  | ?                    |
|             | البنك الدولي للإنشاء والتعمير      | 11 مارس 1947       | 3 يناير 1952         |
|             | الاتحاد البريدي العالمي            | ?                  | ?                    |
|             | وكالة ضمان الاستثمار متعدد الأطراف | 3 يونيو 1988       | 16 ديسمبر 2013       |
|             | بنك التنمية الآسيوي                | 1991               | 1973                 |
|             | منظمة التجارة العالمية             | 26 مارس 1995       | ?                    |

## وصلات خارجية
- موقع وزارة الخارجية التركية
- موقع وزارة الخارجية الميانمارية